# Institut du cerveau et de la moelle épinière
Institut du cerveau et de la moelle épinière, är en fransk, icke vinstinriktad privat stiftelse som ägnar sig åt forskning i neurologiska eller psykiatriska sjukdomar (Alzheimers, Parkinsons, dystoni, epilepsi, multipel skleros, stroke, cancer, demens, depression, tvångssyndrom, autism, etc.) såväl som i ryggmärgen (paraplegia, quadriplegia) osv.) och hjärnan.
Centret grundades 24 september 2010 på platsen för sjukhuset Pitié-Salpêtrière och samlar 600 forskare, ingenjörer och tekniker.

## Stiftande medlemmar
ICM samlar personligheter från alla samhällsskikt (medicin, sport, handel, film, etc.) och som har ställt sina olika kompetensområden till tjänst för stiftelsen: Gérard Saillant (ordförande för ICM), Yves Agid (Scientific Director), Olivier Lyon-Caen, Luc Besson, Louis Camilleri, Jean Glavany, Maurice Lévy, Jean-Pierre Martel, Max Mosley, Lindsay Owen-Jones, Michael Schumacher, Jean Todt, David de Rothschild eller Serge Weinberg.
ICM-sponsorerna är Jean Reno och Michelle Yeoh.

## iPEPS inkubator
ICM är värd för en företagsinkubator. Från och med december 2019 har mer än 27 företag varit inrymda i denna inkubator.